# Szászhermányi erődtemplom
A szászhermányi erődtemplom a 13. század első felében épült, később többször átalakított, román és gótikus stíluselemeket ötvöző templom, valamint a 15–17. századok során köréépült kettős védfalgyűrű épületegyüttese Romániában, Brassó megyében. A jó állapotban fennmaradt vár és templom az erdélyi szász építészet kiemelkedő remeke és a szászok egyik legjelentősebb gótikus erődített temploma. A falu központjában elhelyezkedő téren áll, köréje szerveződött a település, innen indulnak ki a fő utcák.
A templomépület kialakítását tekintve háromhajós bazilika. A hajók és a szentély kialakítása és alaprajzi elrendezése rokonítható más, Nagyszeben környéki háromhajós bazilikákkal. Az épületet a 13. század második negyedében, tornyát 1290 körül emelték (56 méteres magasságával ez a Barcaság legmagasabb templomtornya); korai építési szakaszában késő román és kora gótikus építészeti elemeket alkalmaztak, a 15–16. századi átépítés során pedig késő gótikus és reneszánsz elemekkel bővült. Végső, jelenlegi formáját és kialakítását 1593-ban nyerte el. Védőrendszerét a 15. század közepén kezdték építeni; belső, ovális alaprajzú várfala tizenkét méter magas és négy méter vastag, tetején gyilokjáró fut körbe, és hét vártorony erősíti. A Barcaság egyik legerősebb templomváraként az évszázadok során számos támadásnak állt ellen, többek között 1552-ben, 1599-ben, 1600-ban, 1612-ben, 1658-ban és 1663-ban. Az erőd kiemelkedő jelentőségű épülete a keleti vártoronyhoz csatlakozó Mária-kápolna, amelynek fennmaradtak 15. században készült freskói.
A templom, erődje és kápolnája a romániai műemlékek jegyzékében a BV-II-a-A-11715 sorszámon szerepel. A 21. században múzeum: mind az erőd, mind pedig a templom látogatható; megtekinthető a berendezés, a torony, a gyilokjáró, a kápolna és az egyes kamrákban berendezett néprajzi kiállítások.

## Története
A templom építésének pontos dátuma nem ismert, de a 13. század második negyedére tehető. A Barcaságban letelepített Német Lovagrend 1218-ban kapott pápai engedélyt, hogy templomokat építsen új lakhelyén. Az épület 1240-ben már állt (vagy építés alatt volt), ugyanis egy ekkor keletkezett adománylevél szerint Monte Mellis (Szászhermány) templomát IV. Béla magyar király a kerci kolostornak rendelte alá. Egyes történészek szerint ebből az időszakból származik az első védőrendszer is, melyet az 1241-es tatárjárás után építettek ki. Tornyát 1290 körül emelték; falainak vastagsága másfél öl, és egy nyitott erkély futotta körbe, amit azonban 1794-ben lebontottak.
A régészeti feltárások alapján korai építési szakaszában a késő román és kora gótikus építészeti elemeket egyszerre alkalmazták, talán a kerci műhely közvetlen hatására. Az építkezés közben is változtattak egyes részek stílusán, ez például a templom nyugati részén látszik, amely gótikus elemeket tartalmaz, továbbá a torony is gótikus stílusú. A 15–16. század során átépítették a templomot, ekkor – bár alaprajza és architektonikája változatlan maradt – késő gótikus és reneszánsz építészeti elemekkel bővült, többek között kicserélték a kora gótikus ablak- és ajtókeretek nagy részét.
Egy 1521-es rendelet azt ajánlotta, hogy minden falu falakkal vegye körül templomát, az erőd belsejében pedig létesítsenek kamrákat, ahol a családok biztonságba helyezhetik a vagyonukat. A szászhermányiak már a 15. század közepén elkezdték kialakítani a templomot övező védműrendszert, amelyet végül a 17. század közepén fejeztek be. A belső, ovális alaprajzú, tizenkét méter magas és négy méter vastag falak tetején gyilokjáró futott körbe, az erődöt hét (Orbán Balázs és Emil Sigerus szerint eredetileg nyolc) torony erősítette, a kaputorony átjáróját pedig egy kétszintes melléképület is védte. A 16. században egy második, külső falat is emeltek, melynek magassága öt méter volt, és hátráltatta a fő várfal ostromát és ágyúzását. Ezzel a templomerőd a közép-európai várépítésben kevéssel korábban megjelent zwingerekre tett szert, amelyeket a Barcaságon csak néhány várnál és templomerődnél alkalmaztak. Feljegyezték, hogy 1522-ben hét szakállas puskát (Hakenbüchse) vásároltak az erőd védelmére.
A 16. század közepén Johannes Honterus reformátor munkásságának folytán az erdélyi szászok evangélikus (lutheránus) hitre térnek, az addig katolikus, Szent Miklósnak szentelt templom pedig evangélikus lett. Szászhermány legelső evangélikus papja Mathias Glatz volt, aki 1550 és 1556 között szolgált.
1593 áprilisában mind a templom, mind a vár tűzvész áldozata lett. A főhajó beomlott boltozatát gótikus stílusban építették újra, a munkálatokat 1595-ben fejezték be. Ezen alkalomból készültek a főhajó és a déli mellékhajó késő gótikus ablakai is. Ekkor nyerte el az épület végső, jelenlegi formáját és kialakítását. Mivel az új boltozat alacsonyabb lett, a felső körablakok nem a hajóba, hanem a padlásra nyílnak. 1608-ban a várkapu fölött elhelyezkedő úgynevezett Mészárosok tornyába egy harangot helyeztek el, melynek felirata O rex gloriae Jesu Christe veni cum pace (vagyis úgynevezett Angelus-harang). A 18. század elején svéd katonák és tisztek vonultak át Erdélyen, és a szászhermányi templomban istentiszteletet hallgattak, majd adományokkal támogatták; a pénzt az oltár elkészítésére használták fel. A svédek második látogatásukkor ismét adományoztak; ebből a pénzből vásárolták az orgona elülső részét.
1794-ben új héjazatot kapott a torony, ekkori a ma is látható gúlasisak. 1801-ben a belső várfal északkeleti része leomlott, így 1801 és 1803 között felújították az erődöt, azonban a leomlott rész helyett csak egy vékonyabb, gyilokjáró nélküli falat építettek. A felújítás alkalmával lebontották a külső várfal egy részét is, mivel ekkor az erőd már nem látott el védelmi szerepet. 1814-ben a vizesárok egy részét feltöltötték, a felvonóhidat pedig egy fedett, barokk díszítésű átjáró váltotta fel. 1815-ben felépítették a kapu mellett, a várfalon kívül látható faluházát, mely azelőtt az erőd belsejében működött. 1837-ben egy földrengés megrongálta a templomot, a megrepedt tornyot a lakosok hat keresztgerendával erősítették meg. 1886-ban villám sújtotta, ezután villámhárítóval látták el.
1976–1978 között átfogó felújításra került sor; 1996-ban a falfestményeket restaurálták. A 21. században múzeum: mind az erőd, mind pedig a templom látogatható; megtekinthető a berendezés, a torony, a gyilokjáró, a kápolna és az egyes kamrákban berendezett néprajzi kiállítások. A templomban rendezvényeket is tartanak (mint például a Musica Barcensis).

### Hadtörténet

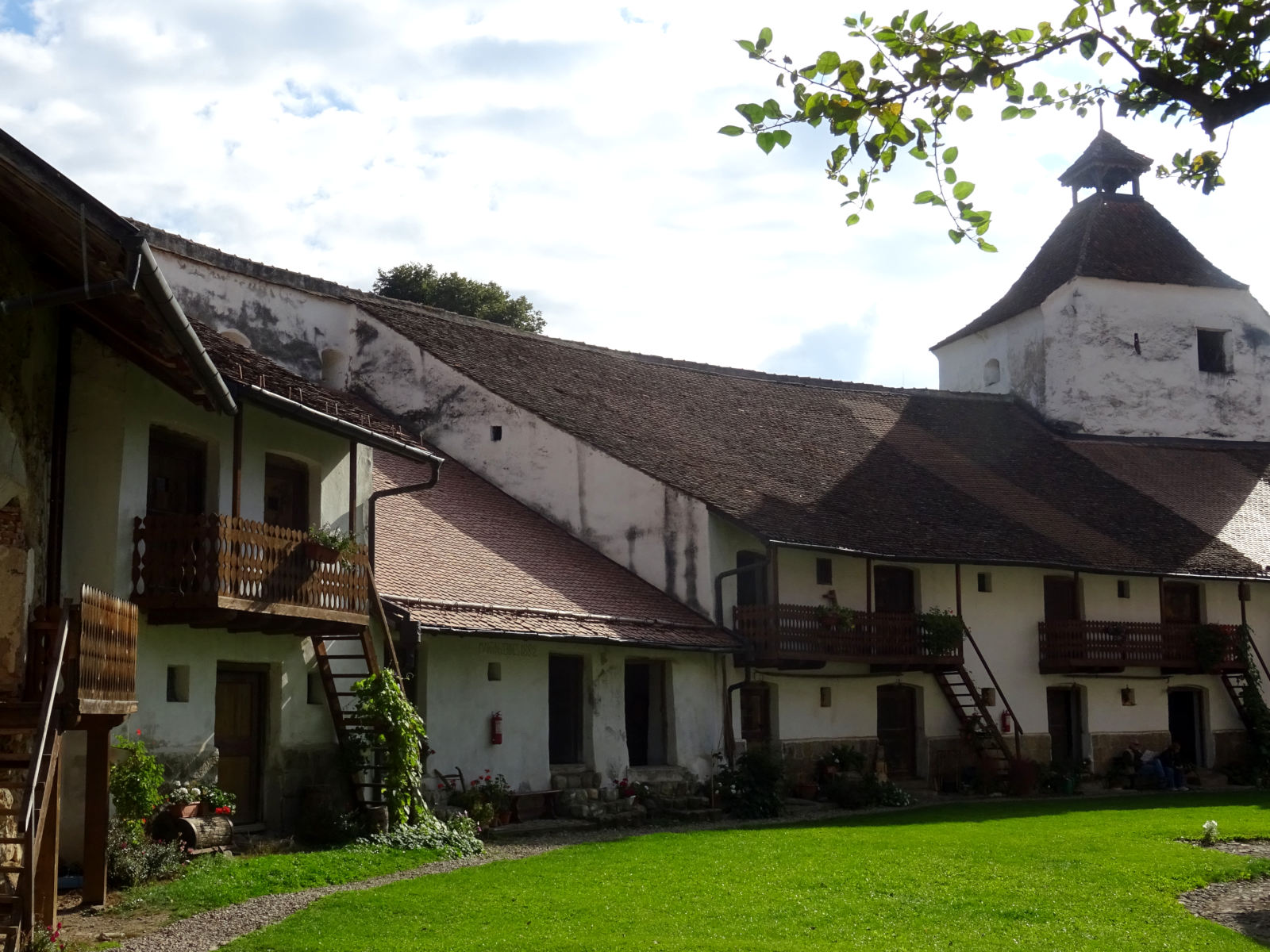
A várfal belső részén kialakított kamrák

Az erődtemplom az évszázadok során több támadásnak állt ellen. 1552-ben Ștefan Rareș moldvai fejedelem tört be a vidékre, 1599-ben és 1600-ban Vitéz Mihály seregei garázdálkodtak a Barcaságban, 1603-ban Giorgio Basta dúlta fel a falut, azonban a templomerődöt nem tudták bevenni.
1612 áprilisában Báthory Gábor erdélyi fejedelem érkezett a Barcaságba, hogy a szászokat leigázza, bosszúból az előző évben Radu Șerbantól elszenvedett vereségért. Számos szász település ellenállás nélkül behódolt neki; Brassón kívül, amelyet erős erődítményei védtek, csak Szászhermány tudta tartani magát az ellenséggel szemben. Michael Weiss brassói bíró több katonát küldött a falu védelmére, élükön Johann Böhm cseh festővel. Böhm egy ágyút kerített, melyet a templomtoronyban helyeztek el, majd felkészítette az erődöt a védelemre.
Mikor a fejedelem Szászhermányba érkezett és a falu behódolását követelte, a lakosok visszavonultak a templomerődbe, és hősiesen védték. Báthorynak sikerült rést ütnie a várfalon, de a falusiak egy éjszaka alatt templomi padokkal és földdel töltött zsákokkal eltorlaszolták a rést. A védők közben jól irányzott lövésekkel pusztítást végeztek az ostromlók között, és a fejedelem sátrát is eltalálták. Báthory néhány nap múlva Nagyszeben felé indult és csak egy kisebb zsoldoscsapatot hagyott a településen, hogy folytassák az ostromot. Időközben a falusiaknak már majdnem elfogyott az élelmük, de az ostromlóknak is fogytán voltak a készleteik. Ekkor a szászhermányi asszonyok összegyűjtötték a maradék lisztet és hozzávalókat a kamrákból, és kalácsot sütöttek, melyet kidobtak a várfalon át az ostromlóknak. Egy kocát és egy kecskét is felakasztottak a várfalra, hogy megmutassák az ellenségnek, hogy még mindig elegendő élelmük van, és ellen tudnak állni egy hosszú ostromnak. Az ellenséges zsoldosok azt a következtetést vonták le, hogy a védőket nem tudják belátható időn belül kiéheztetni, és elvonultak.
A leleményesség elismeréseként a brassói tanács engedélyezte a szászhermányi asszonyoknak, hogy minden pénteken a brassói vásáron adómentesen árulhassák a kalácsokat (Kolatschen), feltételként azonban kikötötték, hogy ha egy pénteki napon nem érkezik egyetlen kalácsárus sem, az engedély érvényét veszti. A szászhermányiak több mint kétszáz éven keresztül tartották fenn kiváltságukat.
1658-ban a templomerőd közel egy hétig tartott ki az ostromló török–tatár–moldvai sereg ellen, akik végül elvonultak. 1663-ban ismét törökök és moldvaiak ostromolták. A Rákóczi-szabadságharc alatt a kurucok egy tábora Szászhermány mellett helyezkedett el, így a falut mind a kurucok, mind a császáriak többször feldúlták. A templomvár utoljára az 1848–49-es forradalomban és szabadságharcban töltött be védelmi szerepet, mikor egy megfutamított osztrák szakasz bevette magát az erődbe, de a székelyek betörték a kaput, és az osztrákok nagy részét lelőtték vagy foglyul ejtették.

## Leírása

### A templom

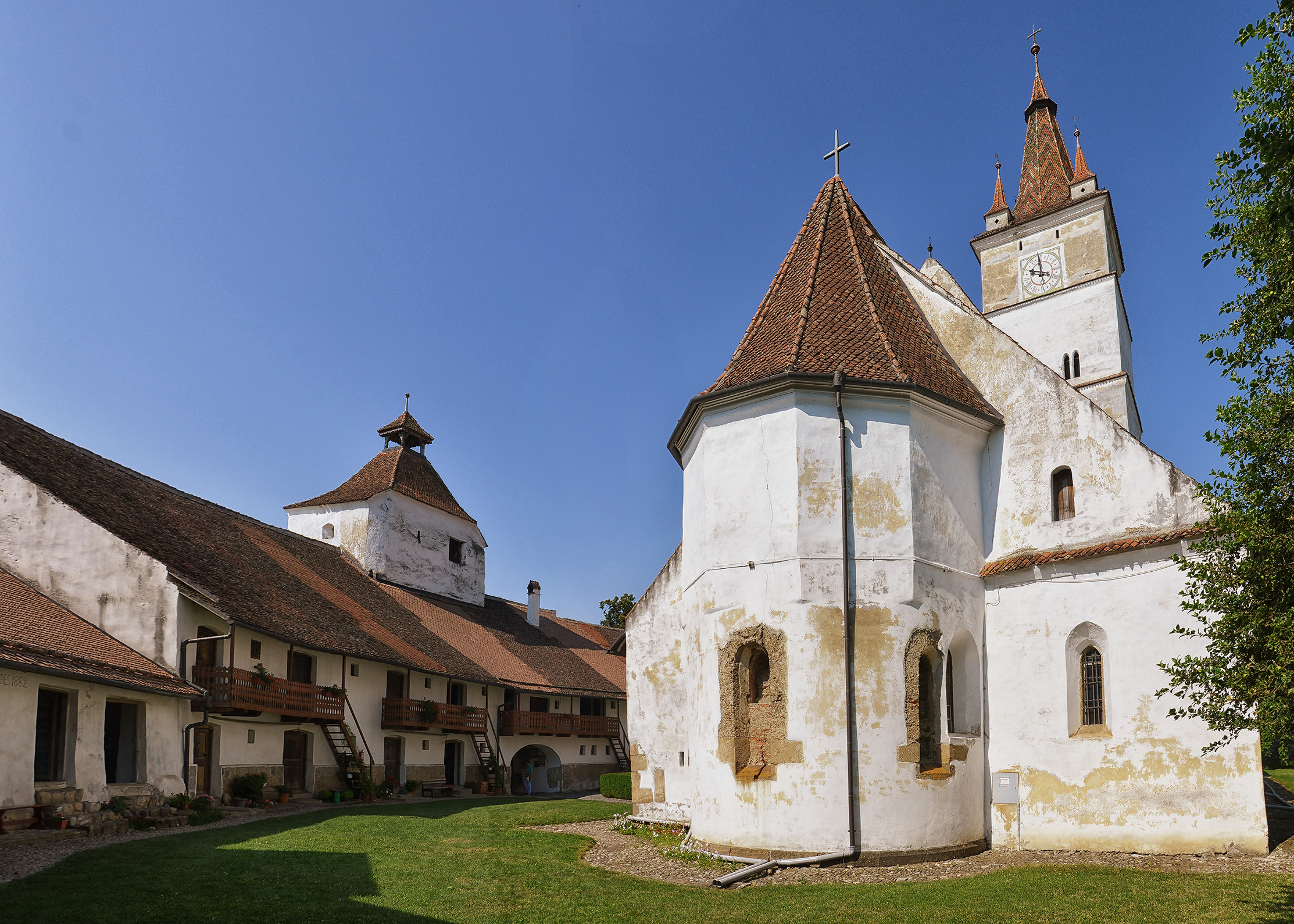
A templom az apszis felől

Háromhajós, eredetileg román stílusú bazilika. A főhajó hossza 20 méter, és két mellékhajó szegélyezi, közöttük félköríves záródású árkádívekkel, melyek masszív, négyszögletes oszlopokra támaszkodnak. A keleti árkádok szélesek és kerek boltívesek (romanika), a nyugatiak keskenyebbek és csúcsívesek (gótika). A szentély és apszis eredeti, 13. századi formájában maradt fenn, bár a gótikus korban a szentély félköríves záródásához kívülről sokszögű záródást építettek. A feltárt román stílusú ablakok két-két szentet ábrázolnak. A templomhajóba nyugati és déli irányból nyílik bejárat, az utóbbi a hajó falán keresztül egy kis előtérbe nyílik, mely eredetileg ciszterci típusú oldalkápolna volt, és a szentélytől egy diadalív választja el. A másik, északi oldalkápolnát sekrestyévé alakították a 15. században, a katolikus időkre szekrénykék és egy késő gótikus piscina utal. A sekrestyéből indul a lépcső a szószékhez.
A hajók és a szentély kialakítása és alaprajzi elrendezése rokonítható más, Nagyszeben környéki háromhajós bazilikákkal (pl. Nagydisznód). A mellékhajók fölé magasodó főhajó gádorfalát négykaréjos körablakok, szerkezetileg pedig oldalkápolnák tagolják. A nyeregtetős főhajót a 16. század végi tűzvész után épült, fiókdongákkal kialakított hálóboltozat fedi, a mellékhajók mennyezete bordás keresztboltozat. A szentélyrész a főhajónál keskenyebb kialakítású, egyszersmind alacsonyabb is, a főhajótól korinthoszi oszlopokra támaszkodó diadalív határolja el. A szentélynégyszöget félköríves apszis zárja le, két oldalán pedig egy-egy kápolna csatlakozik hozzá. Az apszis falazatában ma is látható félköríves záródású, keskeny ablakok még a 13. századi állapotokat tükrözik. A szentély négyezetét élkeresztboltozat fedi, magát az apszist pedig egy félkupola borítja.
Az evangélikus temető nem a templom mellett, hanem attól délre, az Állomás utcában (str. Gării, Bahnhofgasse) helyezkedik el.

#### Berendezése

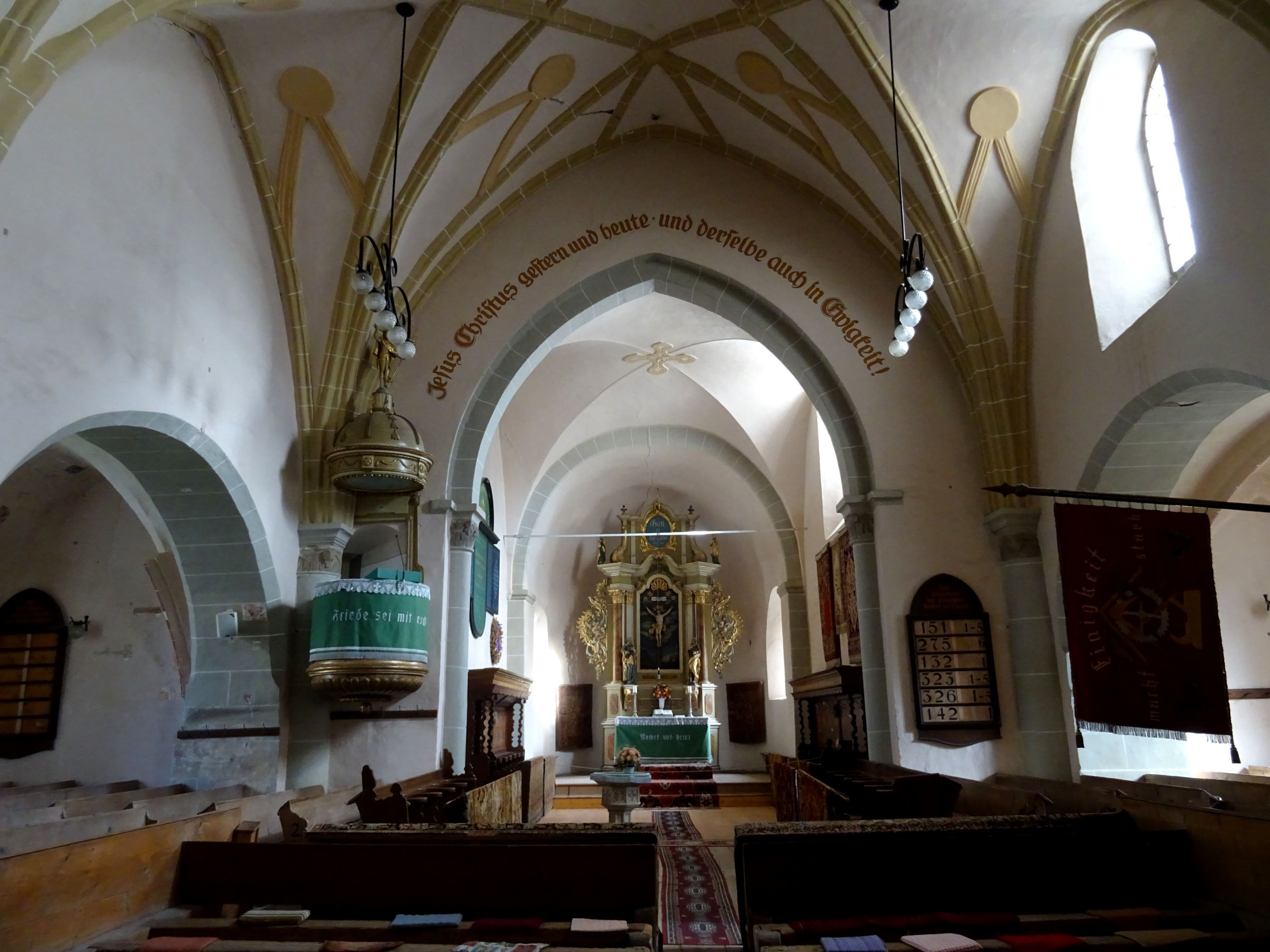
A diadalívvel leválasztott szentély a 18. századi oltárral és a szószékkel

A padok a 18. századból származnak; a szász templomokra jellemzően a férfiak padjaitól eltérően a nők padjai nem rendelkeznek támlával, hogy a hagyományos szász népviseletbe öltözött hölgyek le tudjanak ülni. Szintén 18. századiak a presbitérium és a helyi méltóságok számára fenntartott virágdíszes, baldachinos kórusfülkék (a szentély két oldalán), és az empire stílusú szószék (a főhajó északkeleti sarkában). A hajó nyugati végében látható fa orgonakarzat valószínűleg 1754-ben épült az ekkor felszerelt orgona számára, majd a 19. században kibővítették. Az orgonán kívül üléssoroknak is helyet ad, korlátját szőlőábrázolások díszítik. A ma is látható orgonát 1799-ben építette a brassói Johannes Prause. 1889-ben Karl Einschenk és Nagy József átépítették és kibővítették. 2006-ban restaurálták, az eredeti Prause-hangszert véve alapul. Két manuálja, 19 regisztere és 950 sípja van.
A késő barokk stílusú oltárt 1779-ben vagy 1787-ben készítette Eberhardt Ferenc aradi minorita szobrász és Mohr festő; festménye Krisztus keresztre feszítését ábrázolja, ennek két oldalán pedig Péter és Pál apostol szobrai vannak. Az oltár felső részén egy keretezett medalionban Gott ist die Liebe (Az Isten szeretet, 1 János 4:16) felirat áll, ennek két oldalán Mózes és Áron szobrai.
A templom további értékes berendezési tárgyai közé tartozik a 15. századból származó aranyozott ezüstkehely és az 1899-ben készült neogótikus keresztelőmedence. A templomban 17–18. századi anatóliai szőnyegek kiállítása is megtekinthető, melyekkel régen a szászok kereskedtek.

#### Tornya
A torony 56 méteres magasságával a Barcaság legmagasabb templomtornya. Nyugati tájolású, nyugati oldalának földszinti részén, egy kváderkövekből kialakított falsíkból nyílik a templom csúcsíves, egyébként dísztelen kialakítású bélletes kapuja, melynek befelé szűkülő bélletének timpanonjában egy pelikánábrázolás látható. A torony szélessége megegyezik a főhajóéval; ezzel és az oldalhajókkal csúcsíves diadalívek kötik össze.
A torony északi és déli oldalán egy-egy konzol figyelhető meg, ezek támasztják alá a toronyba felvezető szűk lépcsőtornyok falazatát. A két lépcsősor az első, illetve a második emeletig visz, a felsőbb emeletek létrákon keresztül érhetőek el; a harang az ötödik emeleten van. Egyes szintjeit a homlokzatokon körbefutó övpárkányok jelzik, falazatát rézsűs ablakok, ikerablakok és lőrések tagolják. Héjazatát a négy sarkon egy-egy tornyocska szegélyezi, ezek teszik még erőteljesebbé a tornyot fedő karcsú gúlasisakot. A tornyocskák nem a falu pallosjogát jelképezik (ezzel ugyanis sohasem rendelkezett), hanem a település 1612-ben tanúsított hűségére utalnak, és a brassói tanács engedélyezte építésüket.
A régi harangokat az első világháborúban rekvirálták, 1923-ban és 1925-ben újakat öntöttek. Az 1923-ból származó harang megrepedt (helyette 1925-ben újat készítettek), 1973-ban kiállították a templomerődben, a templom nyugati kapuja előtt, a második világháborúban elesett helyi szászoknak emléket állító emlékmű részeként.

### A templomerőd

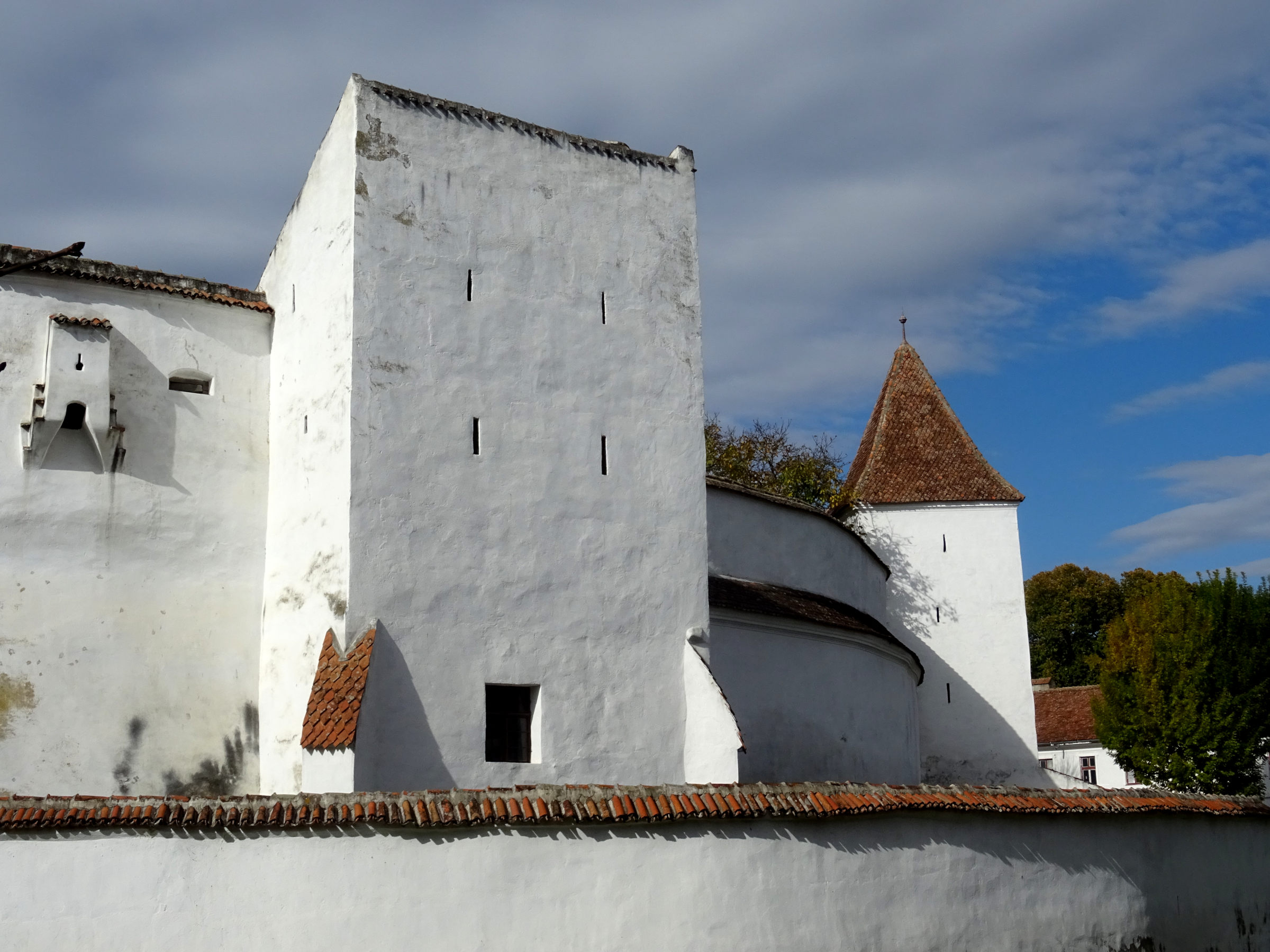
Falak és tornyok

A templomot övező kettős falrendszer alaprajza szabálytalan kör alakú, amelyet egykor széles és mély vizesárok vett körbe (mára ezt feltöltötték). A belső, 12 méter magas és 4,2 méter széles fal 3900 m2 területet ölelt körbe, ahol ostrom esetén mintegy 800 ember húzódhatott meg. A fal tetején fedett gyilokjárót alakítottak ki, amelyet lőrések és szuroköntők tagolnak; ezekre keskeny, szurdokszerű feljárókon lehetett feljutni. Az 1801–1803-as felújítás eredményeként a fal északkeleti része vékonyabb és a gyilokjáró is hiányzik róla. A külső falgyűrű 5 méteres magasságával a belső falnál alacsonyabb, és tornyok sem tagolták. A falakon kívül egy 4 méter mély és 26 méter széles vizesárok védte az erődítményt. Az árok után egy harmadik fal is következett, melynek mára nem maradt nyoma; helyét egy fakerítés vette át.
A fal védelmét hét, többszintes, átlagosan 20 méter magas torony biztosította, ezek egy kivételével négyszög alaprajzúak. A falakhoz hasonlóan a tornyok is rendelkeznek lőrésekkel, a nyugati tornyon pedig szuroköntők is vannak az eresz alatt. Az északi tornyot raktárként használták, a várudvaron egy melléképület is csatlakozott hozzá. A délnyugati torony az egyetlen, amelynek hatszög alaprajza van; nagyméretű támpillérével kettéosztja a zwingert. A keleti toronyhoz egy kápolna csatlakozik (lásd alább). A legerősebb építmény a déli oldalon található kaputorony (vagy Mészárosok tornya) volt, csak a vizesárok felett átvezető felvonóhídon lehetett megközelíteni (ez utóbbi helyét az árok feltöltése után egy barokkos, fedett folyosó vette át). A felvonóhíd után egy 8 méter hosszú, fedett átjáró következett, amelyet vasrácsokkal lehetett lezárni, és lőréseken keresztül lehetett támadni az ellenséget. Innen egy keskeny lépcső (melyet mára befalaztak) indult a felső szobákhoz, ahol a védők gyülekeztek.
A belső várfal külső oldalának nyugati részére az 1803-as felújítás során a következő német szöveget írták fel: „Die Alten sollen die Jungen lehren und die Jungen sollen auf die Alten hören, einer soll den anderen ehren, alsdenn wird uns Gott vermehren” (Az öregek tanítsák a fiatalokat, a fiatalok hallgassanak az öregekre, az emberek tiszteljék egymást, és akkor Isten gyarapít minket).
A fal belső, várudvar felőli oldalában kis kamrákat alakítottak ki, amelyekben élelmiszerraktárak, lakóterek és műhelyek kaptak helyet, hogy ostrom idejére biztosítani lehessen a falak között oltalmat kereső faluközösség ellátását. A belső fal teljes hosszában kialakítottak ilyen kamrákat, de az északi és keleti oldal kamrasorai mára elpusztultak. A templomépület hosszanti oldalai mentén is kialakítottak néhány kamrát, melyekhez igen meredek lépcsők vezetnek. Egyeseket még a 19. század közepén is éléskamraként használtak; a 20. században több helyiségben múzeumi kiállítást rendeztek be.

### A kápolna

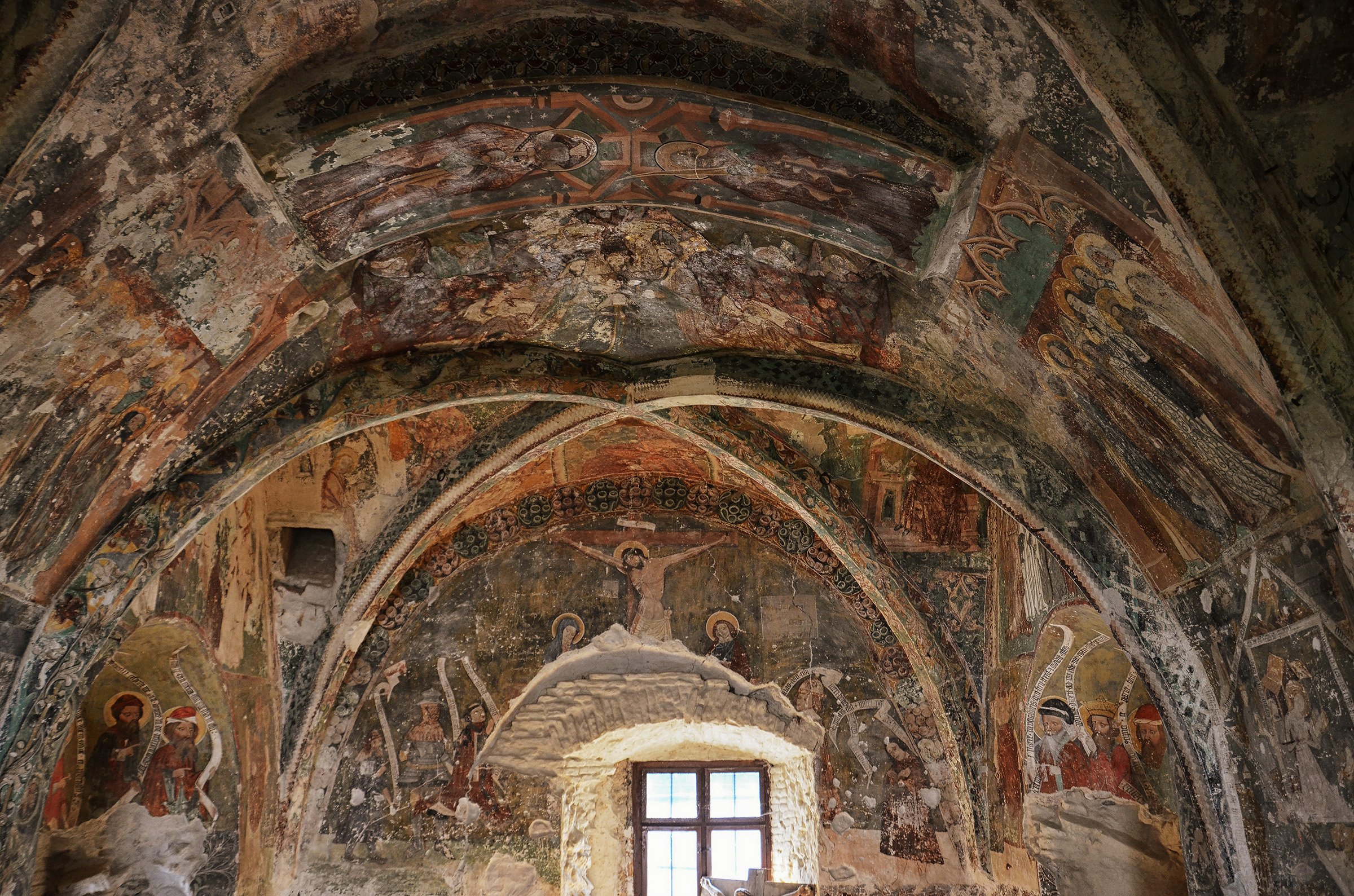
A kápolna 15. századi freskói

Az erőd kiemelkedő jelentőségű épülete a keleti toronyhoz – más néven Kápolnatoronyhoz – csatlakozó keresztboltozatos Mária-kápolna, amelynek fennmaradtak 15. században készült freskói. A nagyszabású Utolsó ítélet-falképciklus keletkezését Kutnyánszky 1430–1440-re becsüli, a többi freskó elkészültét 1460–1470-re teszik. A kápolnát a 14. század elején, még a várfalak emelése előtt építették, és később a védművekhez igazították. Eredeti rendeltetése baptisztérium vagy ravatalozó lehetett. A freskók mára igen megkoptak, és ez nemcsak az idő múlásának, hanem emberi hanyagságnak is betudható: a reformáció után a kápolnát raktárnak nevezték ki (ebből az alkalomból szögeket vertek a falba), egy időben pedig itt működött a faluháza (ekkor levakolták és lemeszelték). Feltárásukra 1920-ban került sor.
Az Utolsó ítélet-falképciklus feltételezhetően Franz von Retz 1400 körül keletkezett Defensorium inviolatae virginitatis Beatae Mariae művének illusztrációjaként készült; az oldalfalakra a végítéletet ábrázoló elemeket, a pokol, a feltámadás, az üdvözülés és az elkárhozás képsorait festették. A boltozatokon Isten dicsőségének allegorikus ábrázolása, Szűz Mária megkoronázásának jelenete, a deészisz hármasa (Jézus, Mária és Keresztelő János), valamint az ülő evangélisták láthatóak. A boltszakaszokat összekötő hevederíveken Jakab és Pál apostol, Mária halála és szentek csoportja, valamint Mária szüzességének allegorikus ábrázolása kapott helyet. Látható továbbá a tíz szűz, Lázár és a gazdag ember, a farizeus és a vámos példázata. A Mária-kápolna freskóinak sajátossága, hogy az egyes jelenetek értelmét egy-egy hullámos írásszalag magyarázza el a hívőknek.
Mária szüzességére Erhard Antoni szerint az őt körülvevő négy zoomorf szimbólum utal: a pelikán (mely a saját vérével táplálja kicsinyeit), a főnix (mely megfiatalodik a tűzben), az oroszlán (mely feltámasztja halott kölykét) és az egyszarvú (mely egy szűz ölébe hajtja fejét).

## A kultúrában
A várvédők 1612-ben tanúsított kitartásának és leleményességének több irodalmi művet szenteltek: En Klotschenpradig (Traugott Teutsch műve), Die Helden von Honigberg (ismeretlen szerző verse egy 1862. évi kalendáriumban) vagy a Mannesmut und Frauenlist (Friedrich Reimesch ünnepi színdarabja). A színdarabot 1912-ben, az ostrom 300. évfordulója alkalmából a várban és a vár előtt adták elő. Ebből az alkalomból két fát is ültettek az erőd bejárata közelében Michael Weiss és Johann Böhm emlékére.

## Képek

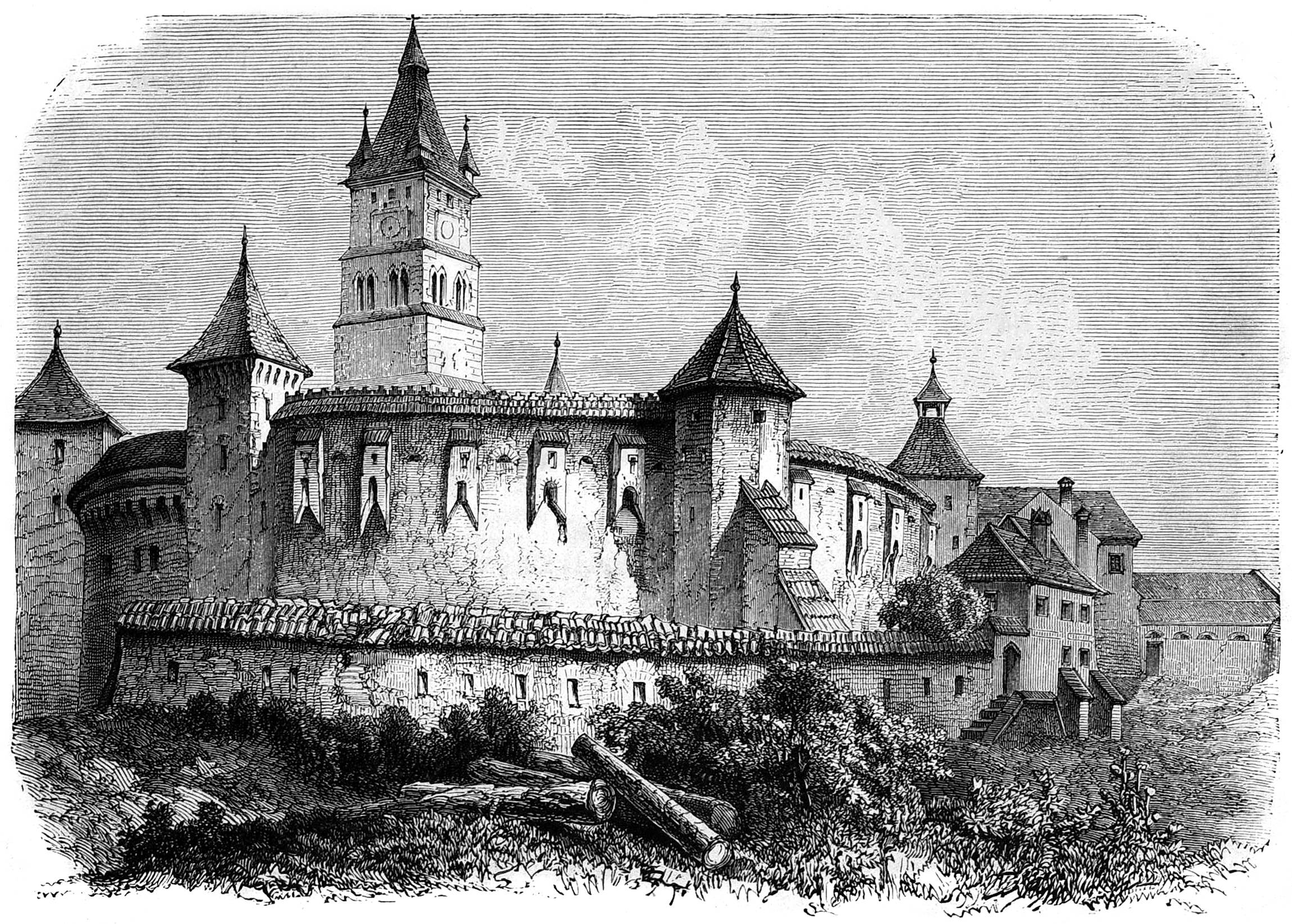
1869-es ábrázolás
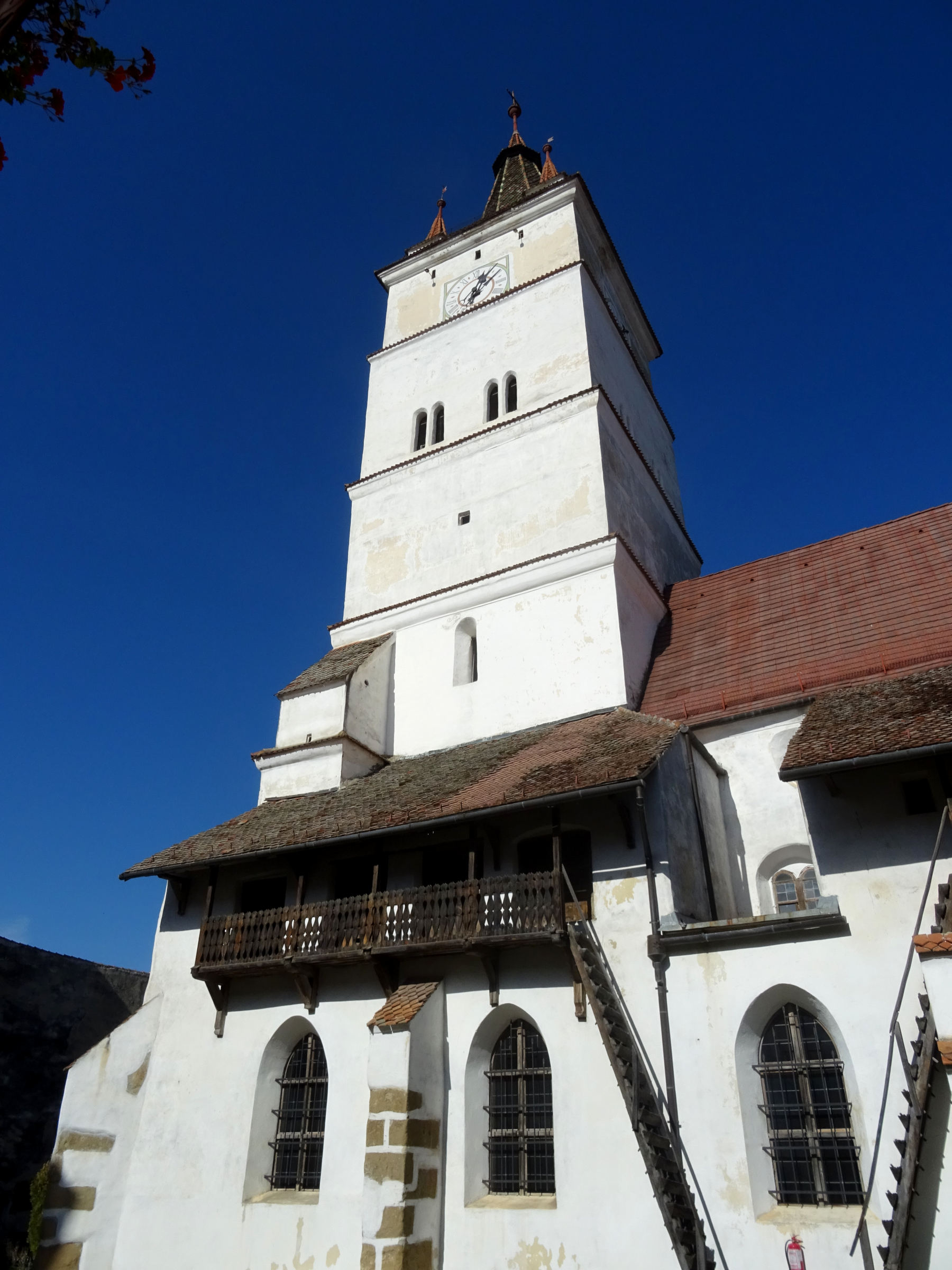
A templomtorony déli oldala, alatta kamrák
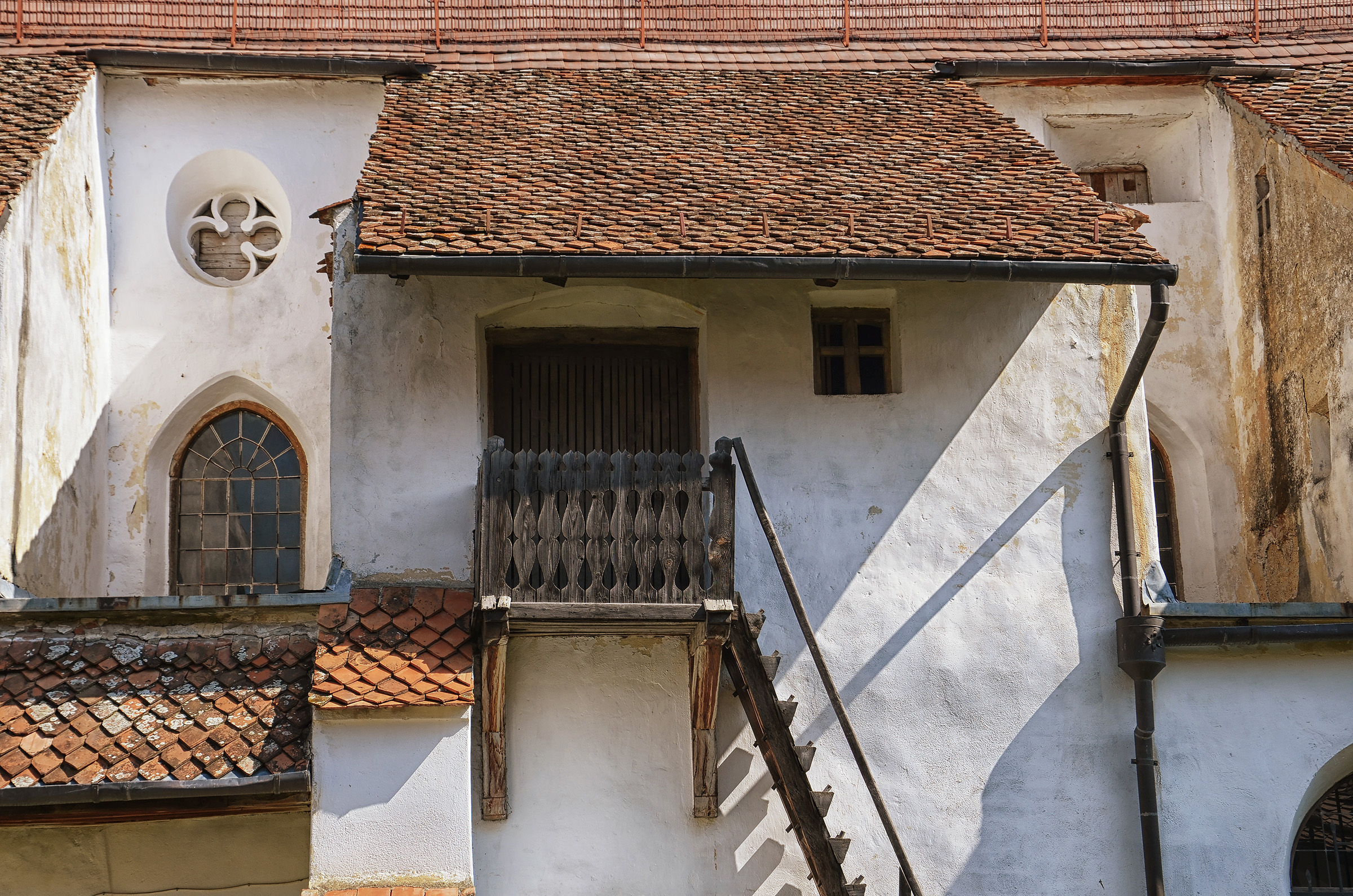
A főhajó gádorfalában látható 13. századi állapotokat tükröző négykaréjos körablak
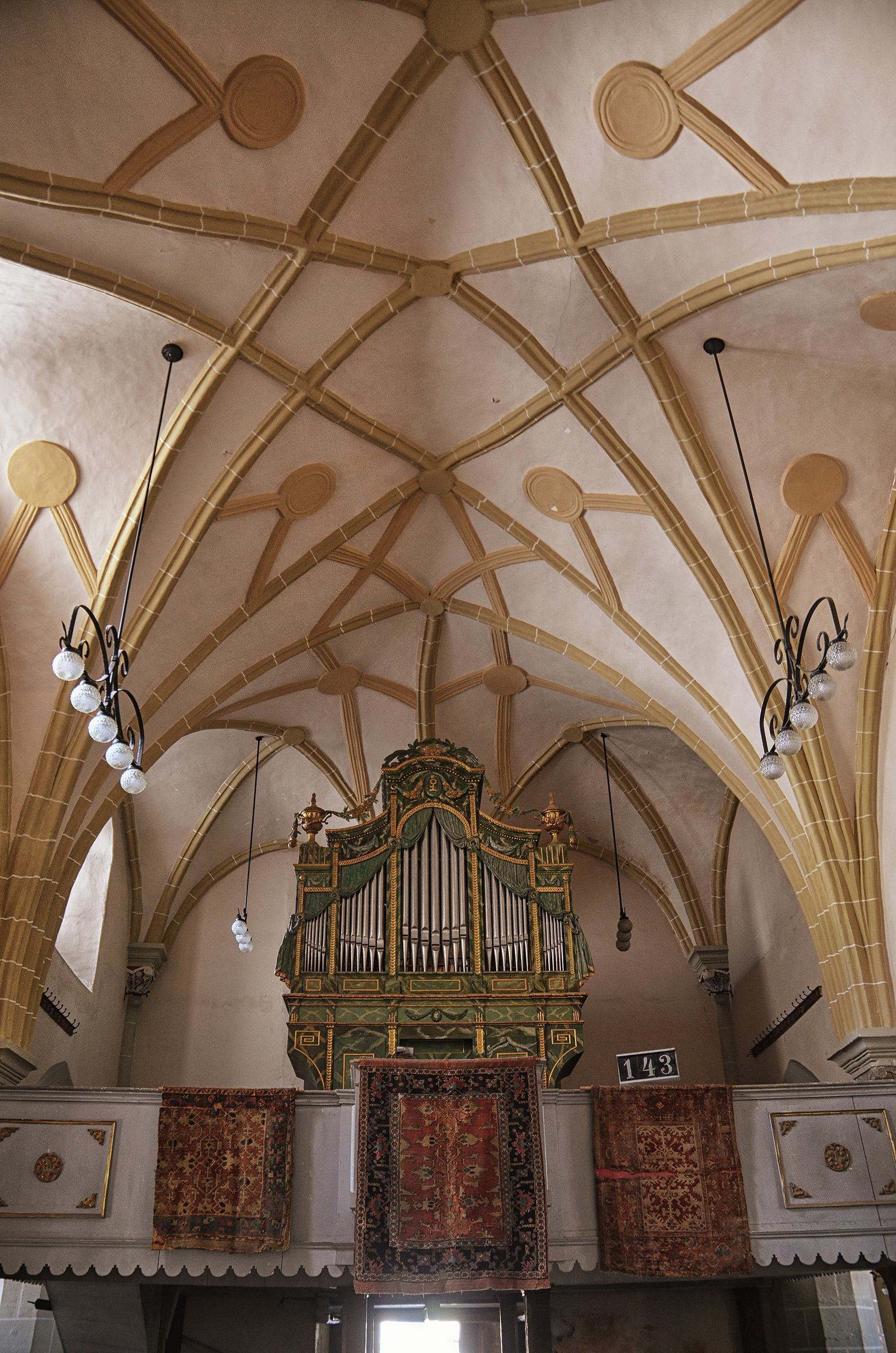
A főhajó hálóboltozata az orgonakarzattal
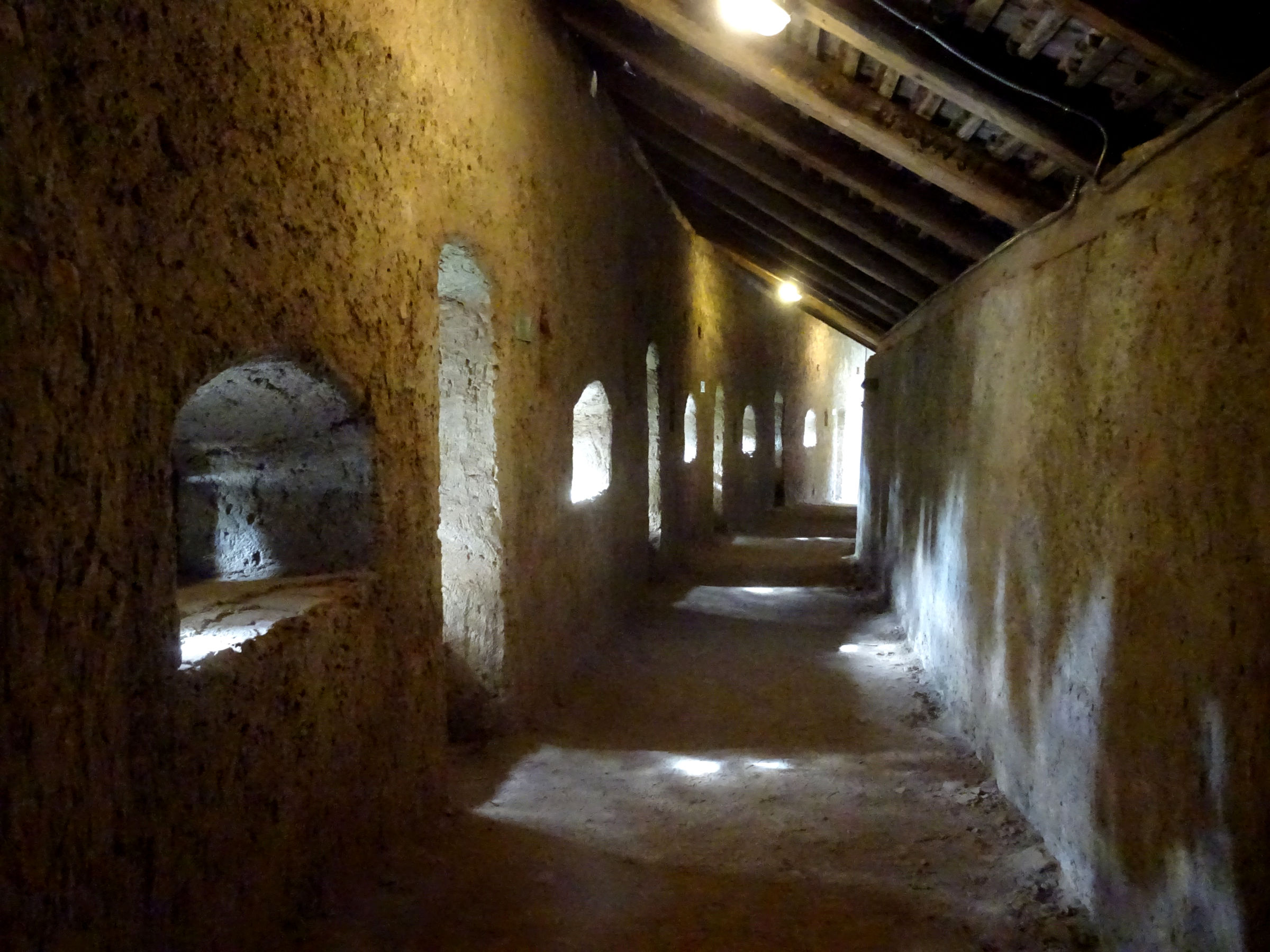
A várfal fedett gyilokjárójának részlete
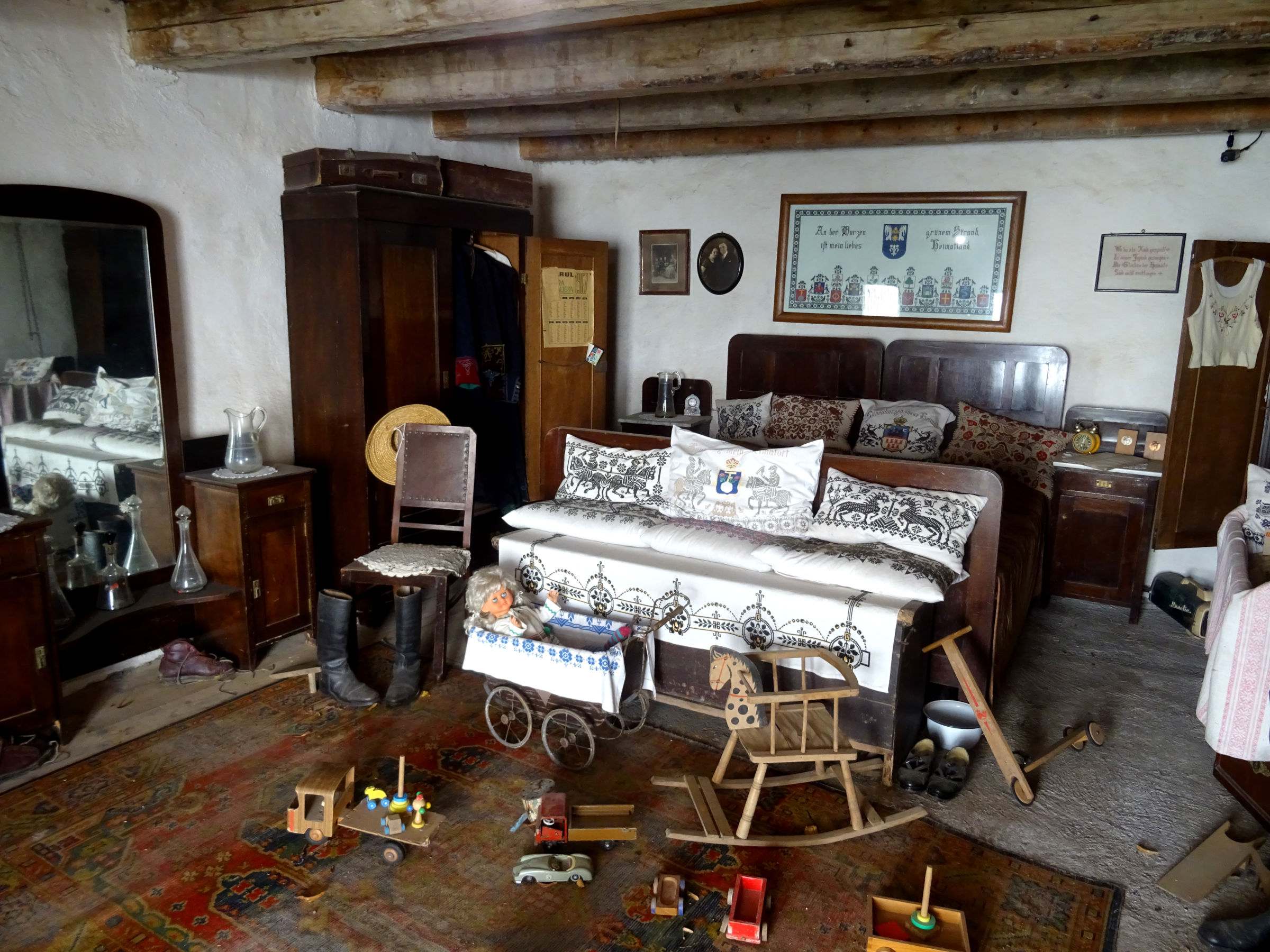
Egy kamrában berendezett néprajzi kiállítás